# لوئیس مک‌مستر بوژولد
لوئیس مک‌مستر بوژولد (انگلیسی: Lois McMaster Bujold; ‎i‎/buːˈʒoʊld/‎ boo-ZHOHLD؛ زادهٔ ۲ نوامبر ۱۹۴۹) رمان‌نویس اهل ایالات متحده آمریکا است.
وی همچنین برندهٔ جوایزی همچون جایزه نبیولا برای بهترین رمان و جایزه ادبی هوگو برای بهترین رمان شده‌است.